# Ніженко Олексій Олегович
Олексі́й Оле́гович Ніженко (27 січня 1989) — український самбіст і дзюдоїст. Чемпіон України, призер світових і континентальних першостей із самбо. Майстер спорту України міжнародного класу.

## Біографія
Вихованець Чернігівської обласної школи вищої спортивної майстерності «Спартак». Бронзовий призер молодіжної першості України з дзюдо 2009 року, бронзовий призер чемпіонатів України з дзюдо 2014 та 2015 років.
У 2015 році став чемпіоном України і володарем національного кубку із самбо у ваговій категорії до 82 кг. Того ж року представляв Україну на континентальній і світовій першостях. На чемпіонаті Європи із самбо у Загребі (Хорватія) поступився представникові Білорусі, а на чемпіонаті світу із самбо у Касабланці (Марокко) виборов бронзову медаль, поступившись у півфіналі чемпіону Європи і майбутньому чемпіону світу Сергію Ошлобану (Молдова).
Протягом 2016—2018 років тричі поспіль виборював бронзові медалі на чемпіонатах Європи із самбо.